# Луи Брайл
Луи Брайл (на френски: Louis Braille, Луи Брай), преподавател в интернат за незрящи деца в Париж, е създателят на азбуката за незрящи, наречена на него Брайлова азбука, „Брайлово писмо“ или „брайл“.

## Биография
Брайл е роден на 4 януари 1809 година в Кувре, Франция. Ослепява след злополука в работилницата на баща си, когато е 3-годишен. Още като ученик създава система за изписване на текст и музика, предназначена за незрящи. За означаване на звуковете вместо букви той използва различни комбинации от 6 точки, чийто релеф се възприема чрез сетивността на пръстите на двете ръце.
Почива в Париж от туберкулоза на 43-годишна възраст.

## Брайлово писмо
Брайловото писмо в наши дни се използва от хора в цял свят, като за звуковете на различните езици се приспособяват нови комбинации от точки. Брайловата азбука е пренесена в България от Русия през 1906 година. На нея са съставени всички учебници и книги за незрящи на български език.

## Външни препрепратки
- Училище за деца с нарушено зрение „Луи Брайл“ Архив на оригинала от 2006-08-19 в Wayback Machine.
- Таблица със съответствията между латинските букви и брайловите знаци Архив на оригинала от 2006-09-16 в Wayback Machine.
- Национален център за рехабилитация на слепи